# Kannenahalli, Tumkur
Kannenahalli là một làng thuộc tehsil Tumkur, huyện Tumkur, bang Karnataka, Ấn Độ.